# Эминиум
Эминиум (лат. Eminium) — род травянистых растений семейства Ароидные (Araceae). Включает около 9 видов.
Название берёт начало от древнего названия «eminion».

## Ботаническое описание
Клубневые травы среднего размера с периодом покоя.
Клубень полушаровидный, с восковым налётом на верхушке и между катафиллами.

### Листья
Листьев 3—6(8), влагалища относительно длинные. Листовая пластинка продолговато-эллиптическая, от линейной до сердцевидной в основании или пальчаторассечённая-пальчатосложная с листочками, расположенными более-менее вертикально и закрученными спирально вокруг оси листовой пластинки. Первичные жилки перистые, сливаются в общую краевую жилку, жилки более высокого порядка образуют сетчатый узор.

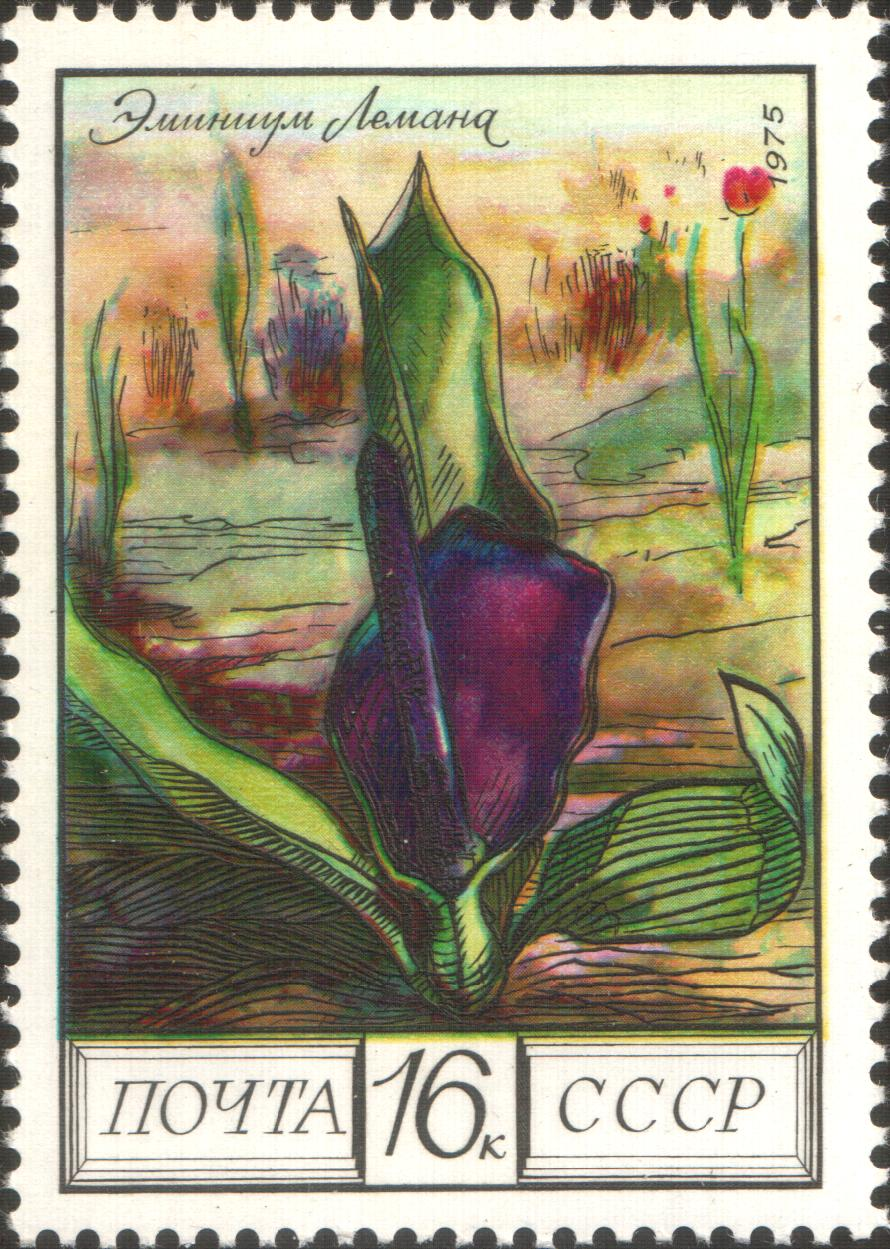
Почтовая марка СССР

### Соцветия и цветки
Соцветие одиночное, появляется с листьями. Цветоножка намного короче черешков, вершина её часто утолщена, без листьев. Покрывало отмирающее, трубка со свёрнутыми краями, продолговатая, длинная; пластинка покрывала продоговатая, овально-продолговатая или яйцевидная, вертикальная, внутренняя поверхность иногда густо-морщинистая.
Початок сидячий, тонкий, короче покрывала. Цветки однодомные, без околоцветника. Женская зона коротко-цилиндрическая, отделена от мужской зоны более длинной стерильной зоной; мужская зона от эллипсоидной до цилиндрической, короче, равная или длиннее женской; придаток обычно относительно короткий, продолговато-булавовидный, широко- или узкоцилиндрический, сидячий или на ножке, гладкий или морщинистый.
Мужские цветки с двумя тычинками, тычинки свободные; пыльники от полусидячих до сидячих; связник тонкий; теки продолговато-эллипсоидные, вскрывающиеся на вершине. Завязь эллипсоидно-обратнояйцевидная, одногнёздная; семяпочек две, ортотропные; область столбика от короткой до незаметной; рыльце полушаровидное.

### Плоды
Ягоды полушаровидные, 1—2-семянные, от реповидных до полушаровидных; теста кожистая, морщинистая; зародыш маленький, продолговатый; эндосперм обильный.
Число хромосом 2n=24, 28.

## Распространение
Встречаются от Северной Африки до Центральной Азии: Африка (Египет), Средняя Азия (Казахстан, Кыргызстан, Туркменистан, Таджикистан, Узбекистан), Западная Азия (Турция, Палестина, Ливан, Сирия, Египет: Синайский полуостров, Иран, Ирак), Центральная Азия (Афганистан).
Растёт в тёплых умеренных и субтропических зонах; в саваннах, полупустынях, пустынях; на каменистых и песчаных почвах, укреплённых песках.

## Виды
По данным Королевских ботанических садов в Кью:
- Eminium albertii (Regel) Engl., 1920 — Эминиум Альберта
- Eminium heterophyllum (Blume) Schott, 1856
- Eminium intortum (Banks & Sol.) Kuntze, 1891
- Eminium jaegeri Bogner & P.C.Boyce, 2008
- Eminium koenenianum Lobin & P.C.Boyce, 1991
- Eminium lehmannii (Bunge) Kuntze, 1891 — Эминиум Леманна
- Eminium rauwolffii (Blume) Schott, 1856
  - Eminium rauwolffii var. kotschyi (Schott) Riedl, 1980
  - Eminium rauwolffii var. rauwolffii
- Eminium regelii Vved. in Schreder (ed.), 1941
- Eminium spiculatum (Blume) Schott, 1856 typus